# Rosa Castillo
Rosa Castillo Araujo (Barcellona, 14 febbraio 1956) è un'ex cestista spagnola.
È la sorella di Mercedes Castillo.

## Carriera
Con la Spagna ha disputato sei edizioni dei Campionati europei (1974, 1976, 1978, 1980, 1985, 1987).